# Archives nationales de Bolivie
Pour les articles homonymes, voir Archives nationales (homonymie).
Les Archives nationales de Bolivie (Archivo Nacional de Bolivia) ont été créées en 1883 à partir des archives de l'ancienne audiencia de Charcas ou du Haut-Pérou, dont le ressort correspondait à ce qui deviendra en 1825 la Bolivie. À ce fonds s'ajouteront ensuite les documents patiemment collectés par l'historien Gabriel René-Moreno sur l'histoire de la période coloniale et des premières décennies de la Bolivie indépendante. L'institution a été fusionnée avec la Bibliothèque nationale de Bolivie en 1935.
Leur siège est à Sucre. Elles sont gérées par la fondation culturelle de la Banque centrale de Bolivie.